# Kirk Joseph

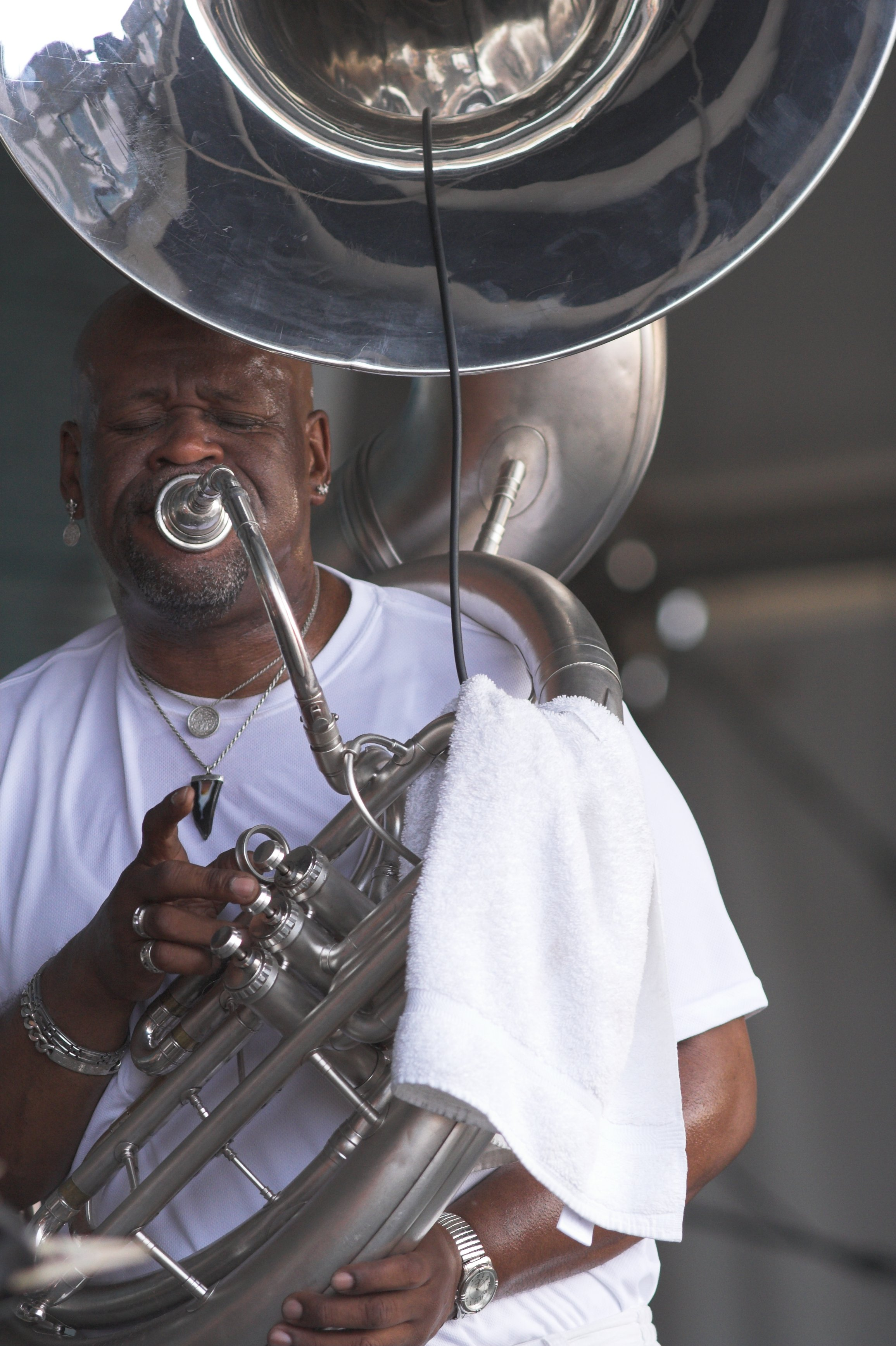
Kirk Joseph tijdens het New Orleans Jazz & Heritage Festival van 2008.

Kirk Joseph (1961) is een Amerikaanse sousafoon-speler uit New Orleans.
Joseph begon sousafoon te spelen tijdens zijn schooltijd aan Andrew Bell Middle School. Zijn professionele loopbaan begon toen hij als vijftienjarige meespeelde met de Majestic Band tijdens een begrafenis. In 1977 was hij een van de medeoprichters van de Dirty Dozen Brass Band. Hij heeft gespeeld met de Treme Brass Band en Forgotten Souls Brass Band en leidt sinds 2004 een eigen groep, Kirk Joseph's Backyard Groove, die een mengsel speelt van jazz, funk en Afro-Caraïbische muziek. Op de eerste plaat van deze band speelde onder meer Dr. John mee.
Met tubaïst Anthony Lacen heeft Joseph de weg bereid voor de hedendaagse New Orleans brass-muziek, waarin de traditionele marching-band-muziek en dixieland is verrijkt met jazz en funk-invloeden.  
Joseph is te horen op platen van onder meer Anders Osborne, Clarence Bucaro, Shane Theriot, Liz McComb, Manhattan Transfer en Elvis Costello (het album Spike).